# Центральный ботанический сад Национальной академии наук Беларуси

Карта

Центральный ботанический сад Национальной академии наук Беларуси (бел. Цэнтральны батанічны сад Нацыянальнай акадэміі навук Рэспублікі Беларусь) — одно из старейших ботанических учреждений этой страны.

## История
Организован в 1932 году по решению Совета народных комиссаров БССР. Это самый крупный в стране центр по сохранению биологического разнообразия живых растений, ведущее научное учреждение в области интродукции, акклиматизации, физиологии, биохимии и экологии растений, охраны окружающей среды. Принадлежит к числу крупнейших ботанических садов Европы как по площади (около 100 га), так и по составу коллекций (более 10 тысяч наименований, в том числе 2,3 тысячи закрытого грунта). В 1999 году по решению Правительства Республики Беларусь ему придан статус научного объекта, составляющего национальное достояние. Центральный ботанический сад объявлен памятником природы республиканского значения и памятником ландшафтной архитектуры. В настоящее время руководит деятельностью Центрального ботанического сада НАН Беларуси, доктор биологических наук В. В. Титок.
С 1 апреля 2006 года решением администрации Первомайского района Центральный ботанический сад объявлен территорией, свободной от курения.
В 2007 году в ботаническом саду открылась экспозиционная оранжерея, строительство которой было начато в 2004 году. В оранжерее представлены экзотические растения, населяющие различные климатические зоны планеты. Благодаря открытию нового сооружения ботанический сад не будет закрываться на зиму с ноября по апрель, а останется открытым для посещения оранжереи.
В 2007 году Центральный ботанический сад включён в состав ГНПО «НПЦ НАН Беларуси по биоресурсам» в качестве юридического лица.
Научный коллектив ботанического сада разрабатывает теоретические основы и методы использования мировых растительных ресурсов для нужд народного хозяйства и культуры Беларуси. Разработки вносят значительный вклад в решение практических вопросов зелёного строительства, нетрадиционного плодоводства, лекарственного растениеводства и охраны окружающей среды.

## Научная деятельность
Основные направления научной деятельности Центрального ботанического сада:
- эффективное использование, возобновление и охрана ресурсов растительного мира
- выявление физиолого-биохимических закономерностей и механизмов формирования устойчивости и продуктивности растений
- создание научных основ интродукции, защиты, селекции и управления процессами акклиматизации и биологической продуктивности хозяйственно полезных растений на основе традиционных и современных методов биотехнологии и генной инженерии
- биологический мониторинг, экология
- промышленная ботаника
- зеленое строительство и фитодизайн
- использование растительных ресурсов в промышленности, сельском хозяйстве, медицине
- решение проблем биобезопасности биологических методов и технологий

## Фотогалерея

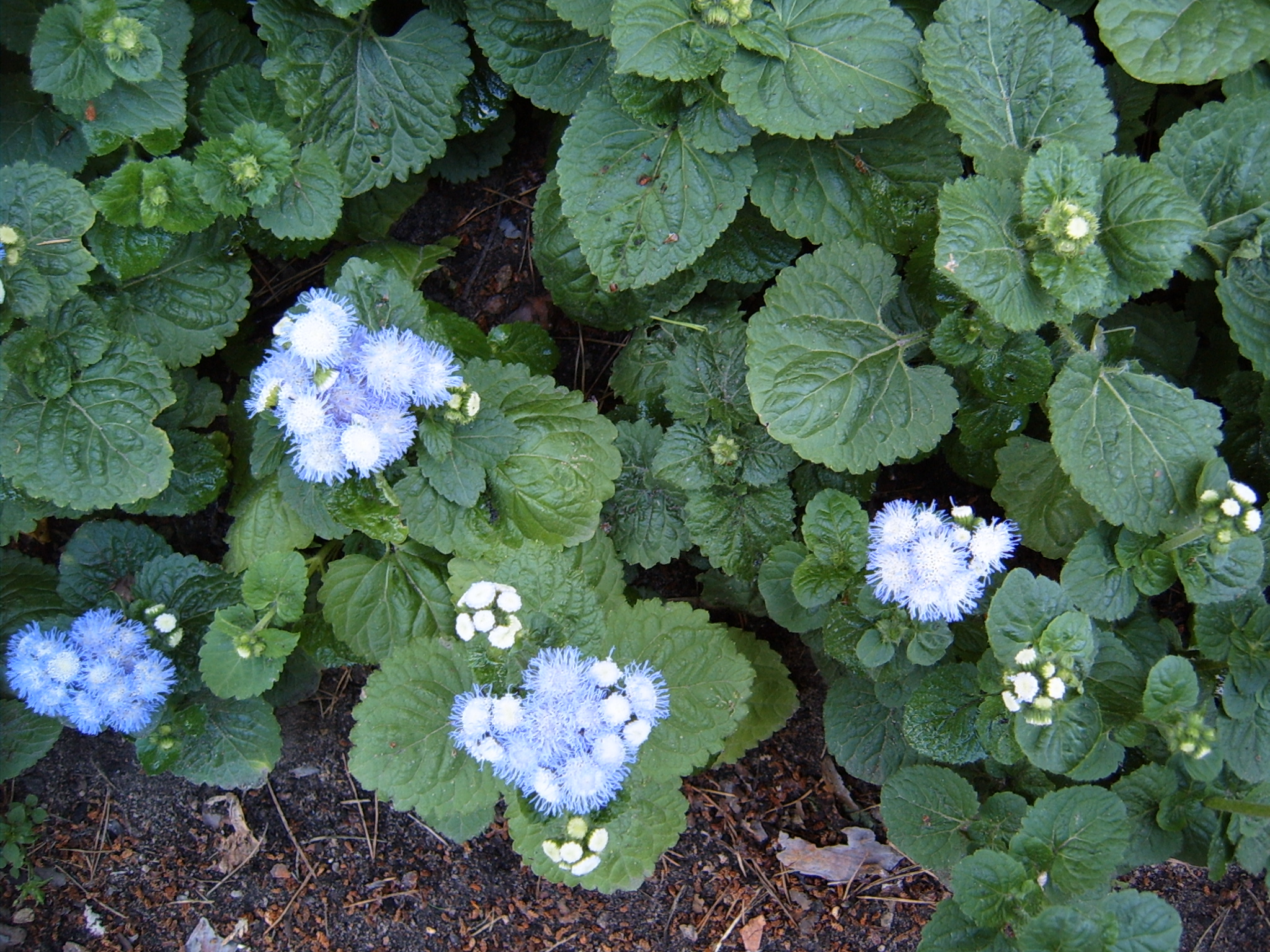
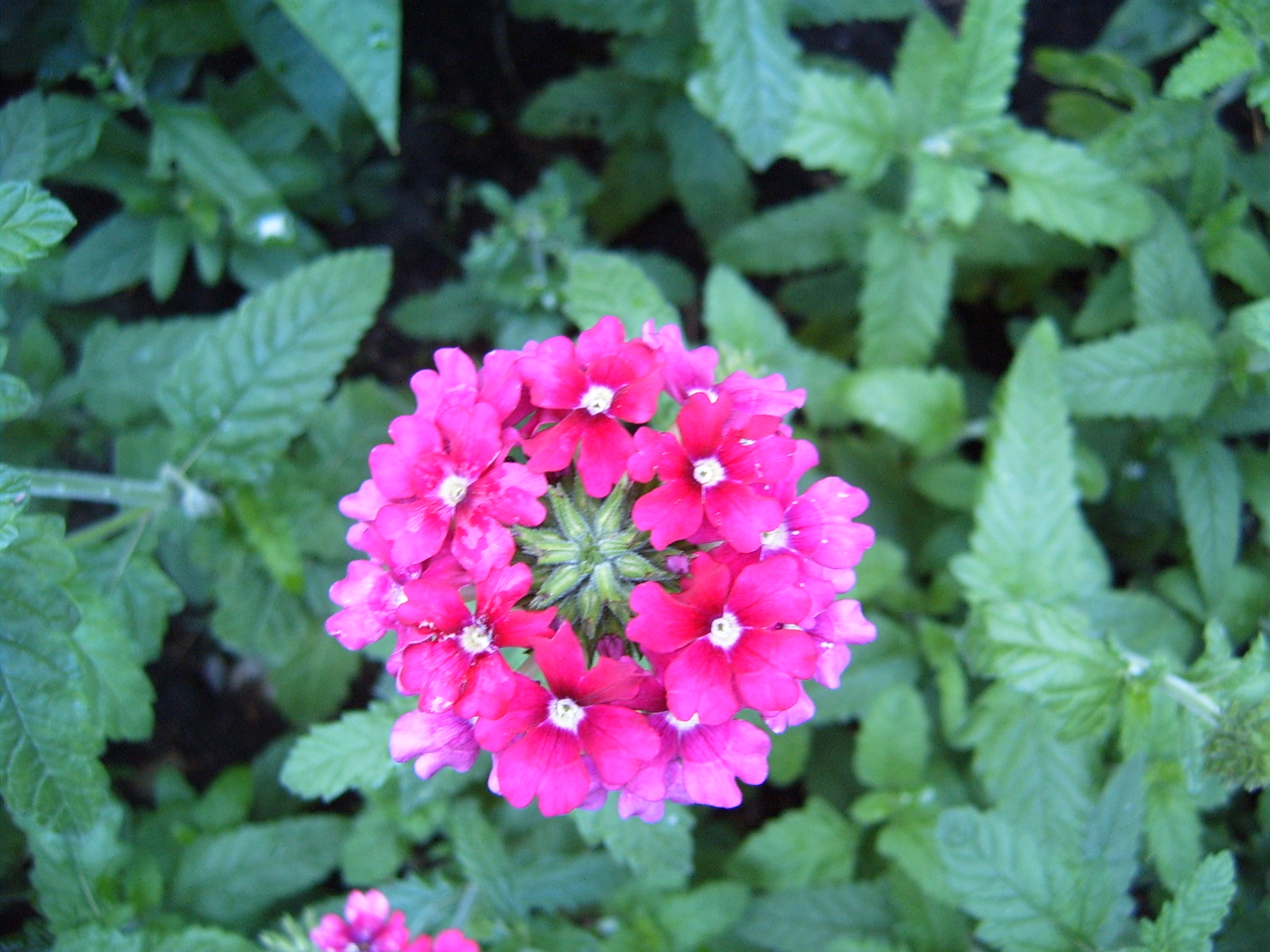
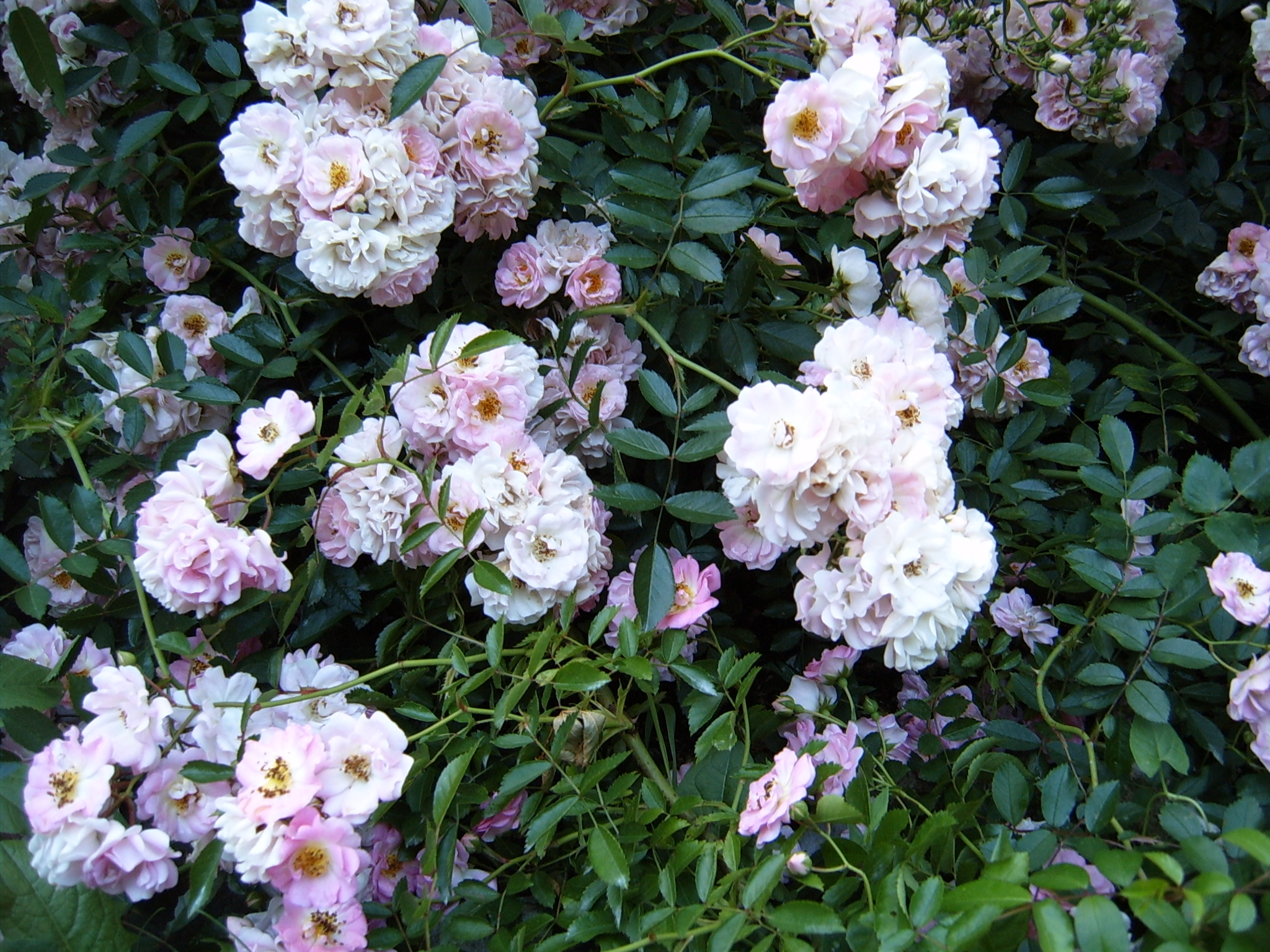
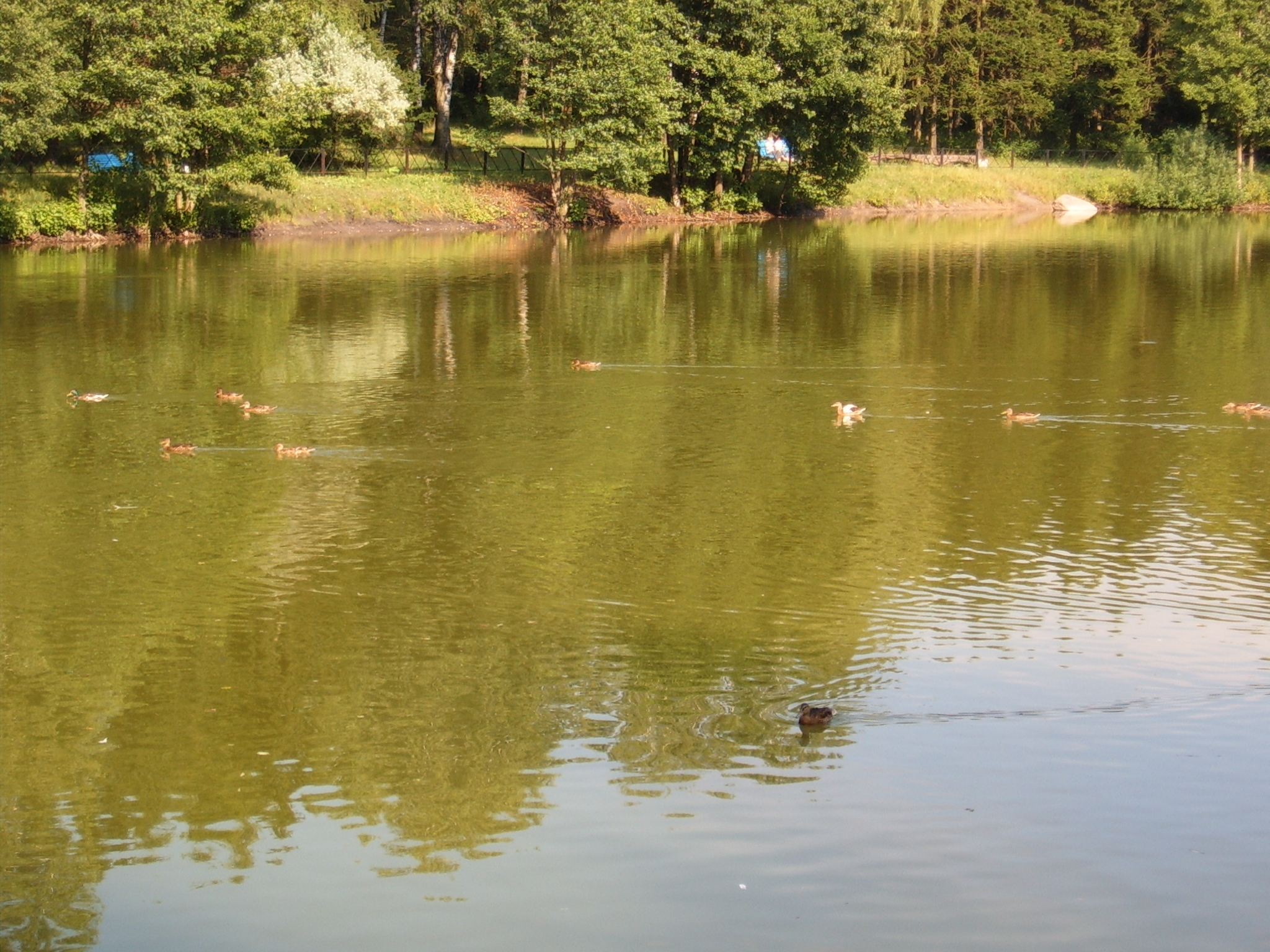
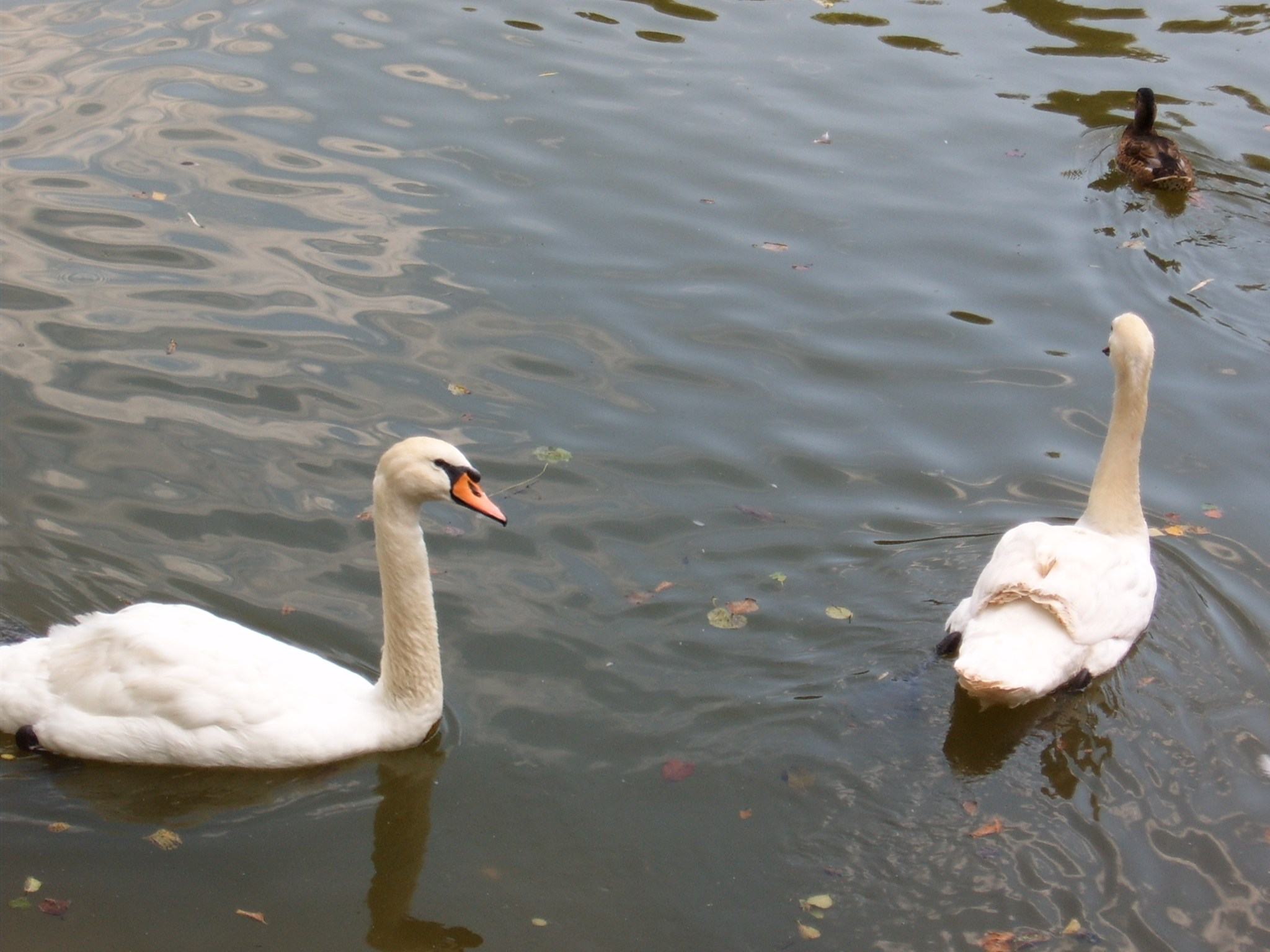
Главные обитатели Лебединого озера
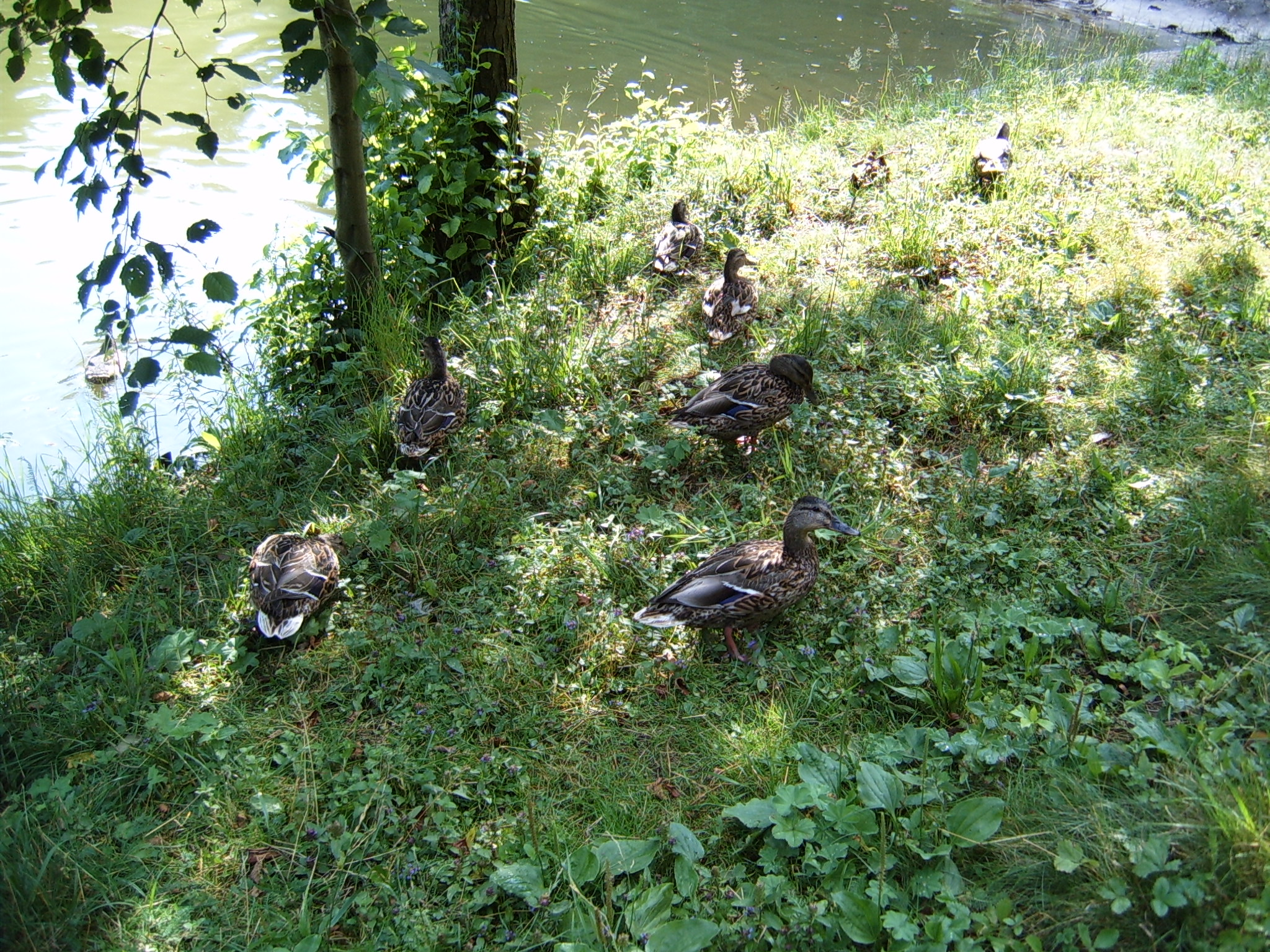
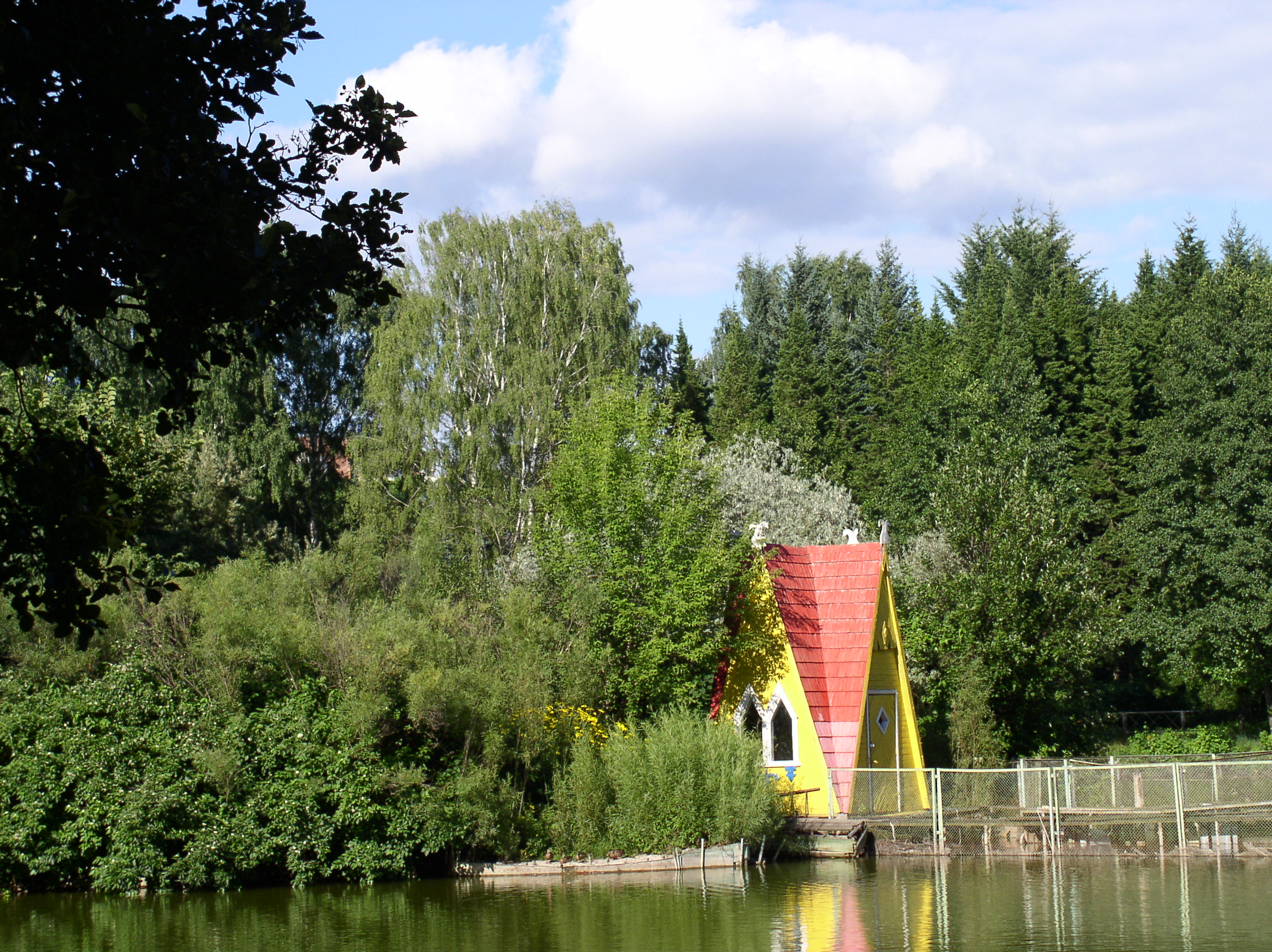
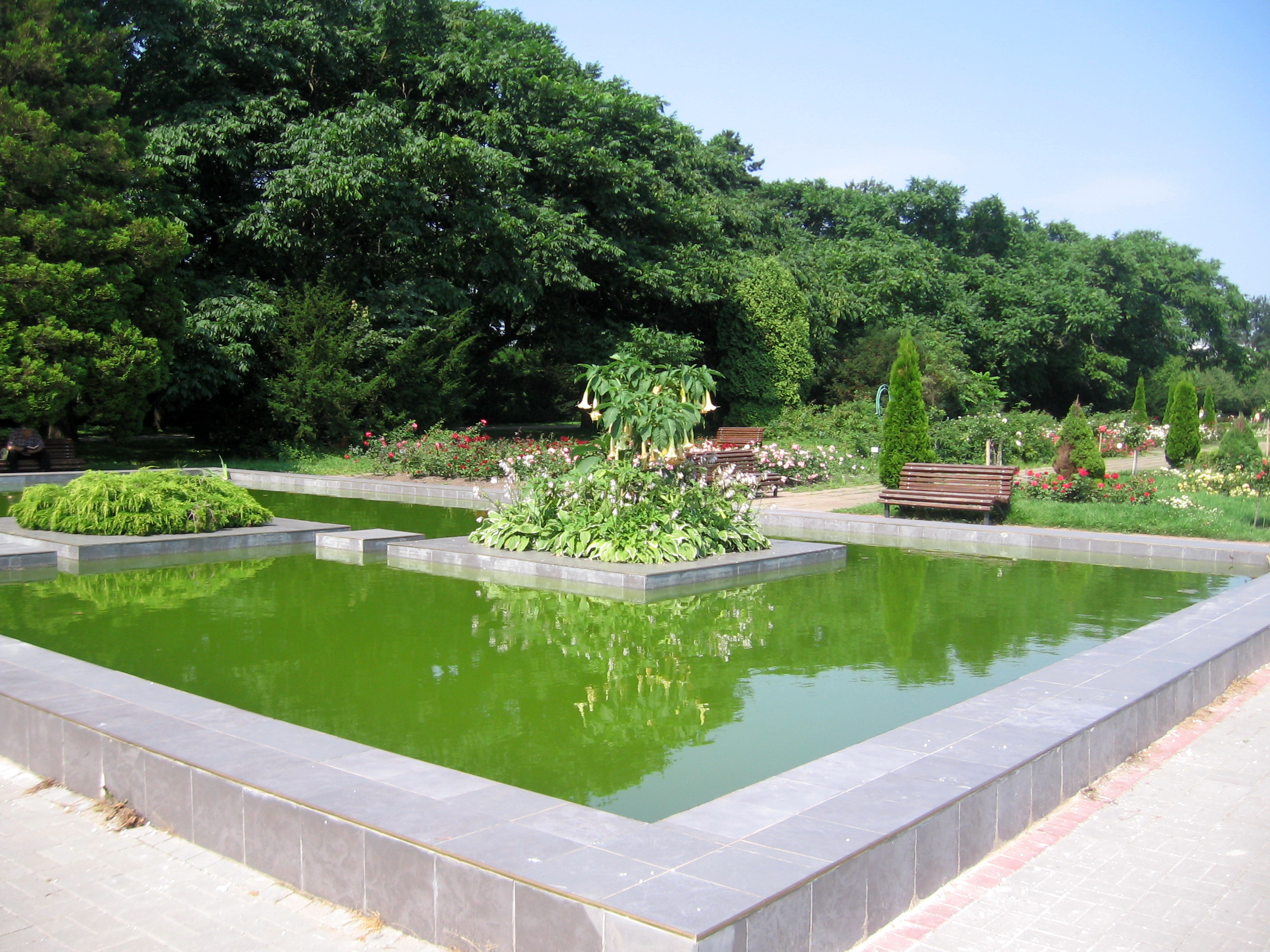
Пруд
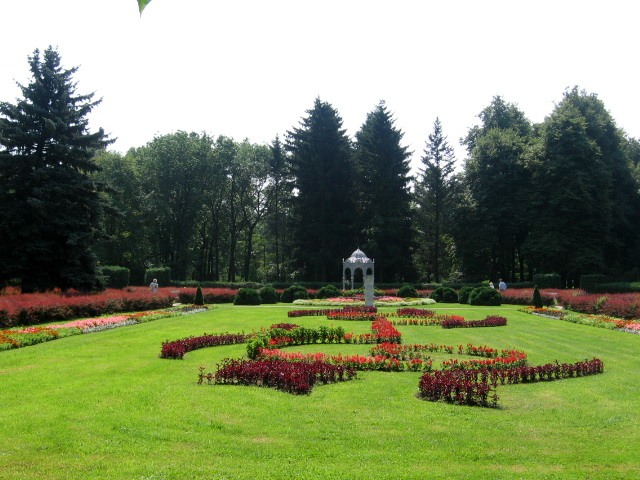
Партер
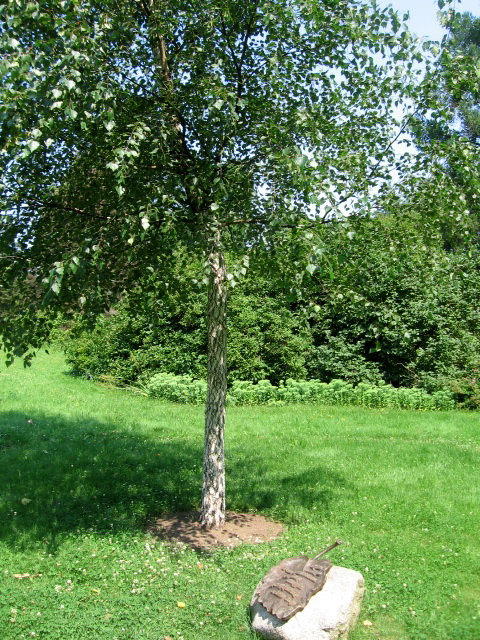
Берёза, посаженная Президентом РБ А.Г. Лукашенко
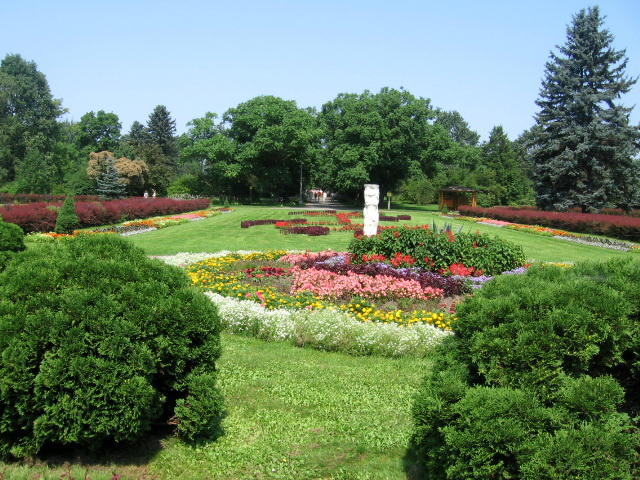
Партер
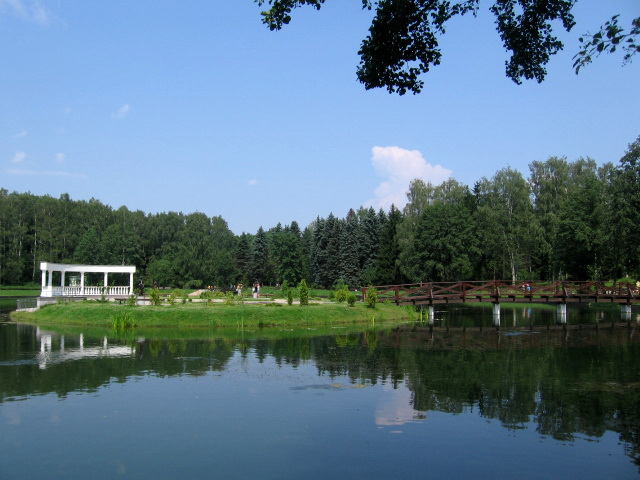
Лебединое озеро
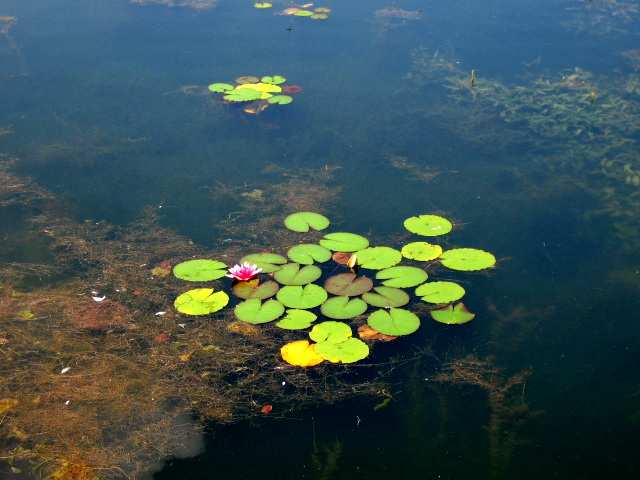
Кувшинки на лебедином озере
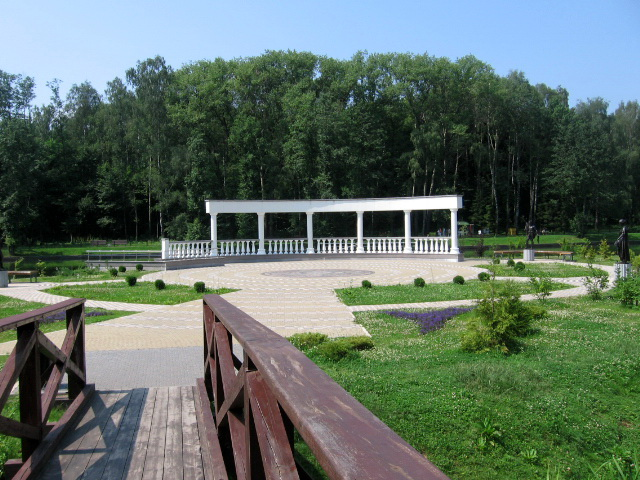
Мост на остров на Лебедином озере
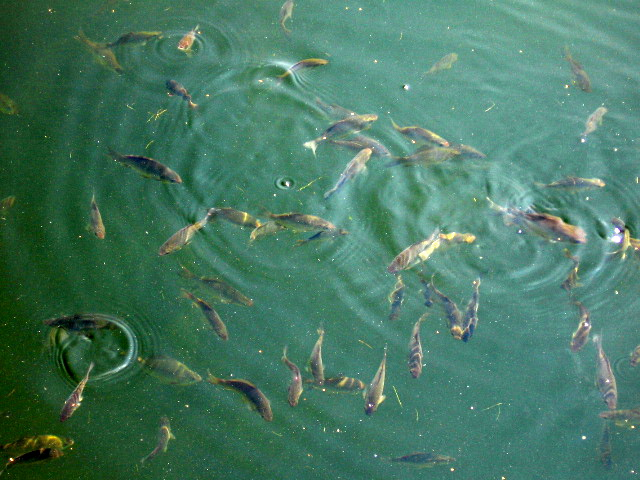
Рыбы в Лебедином озере
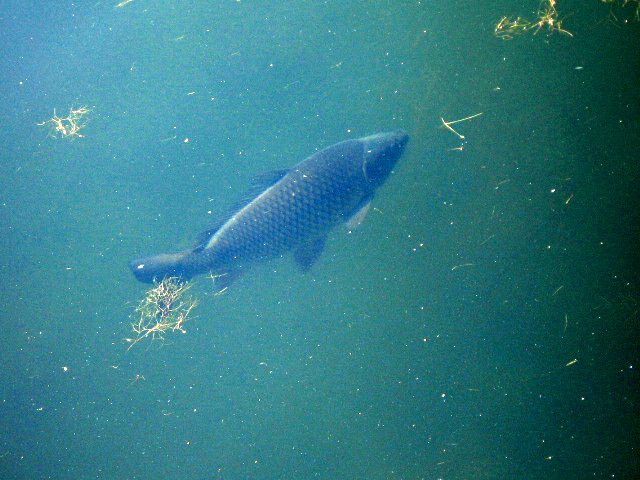
Карпы в Лебедином озере
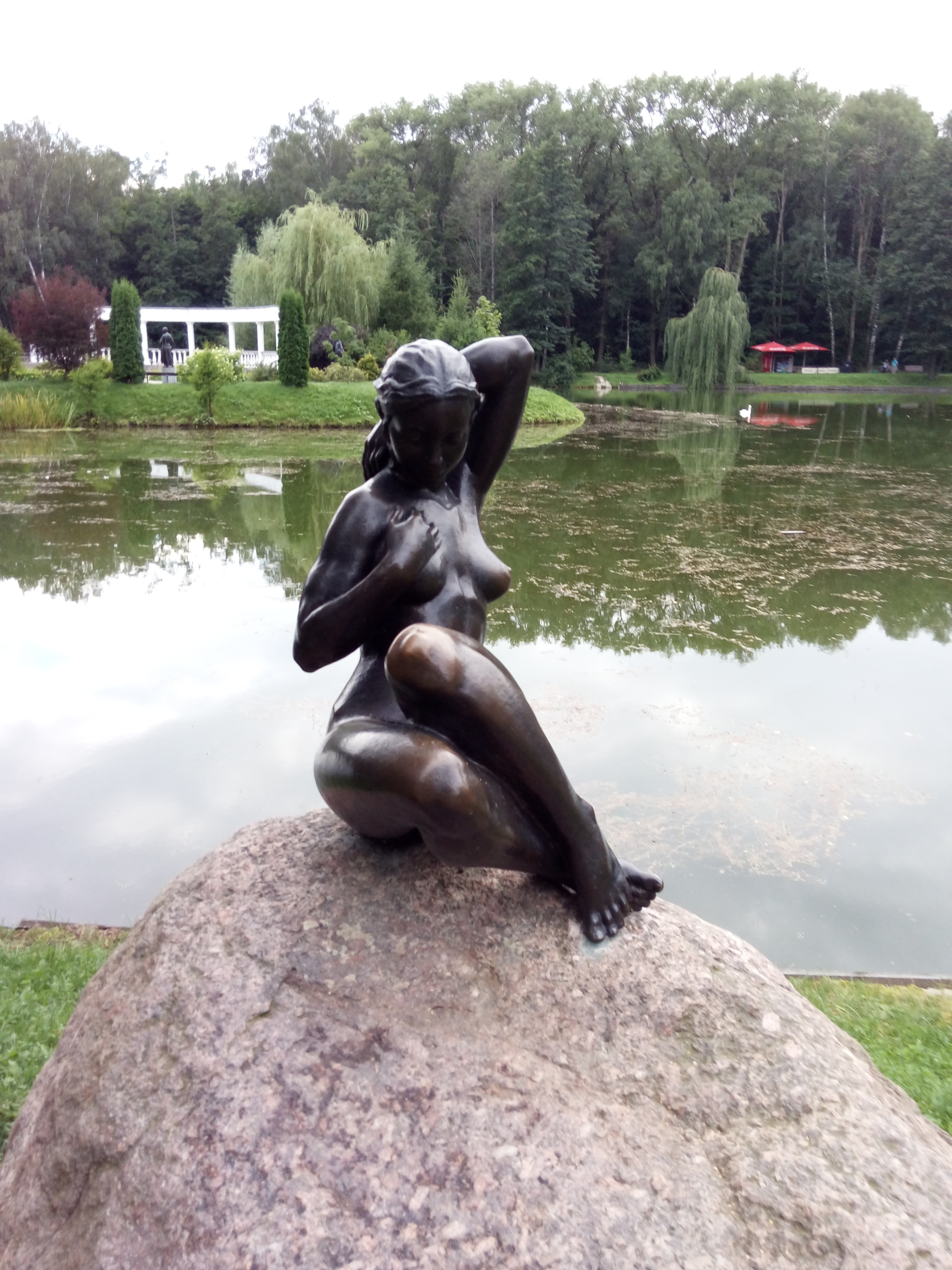
Скульптура «Купальщица»